# Liste der Stolpersteine in der Provinz Cádiz
Die Liste der Stolpersteine in der Provinz Cádiz enthält die Stolpersteine, die in der Provinz Cádiz in Spanien verlegt wurden. Stolpersteine sind ein Projekt des Künstlers Gunter Demnig. Sie erinnern an das Schicksal der Menschen, die von den Nationalsozialisten ermordet, deportiert, vertrieben oder in den Suizid getrieben wurden und liegen im Regelfall vor dem letzten selbstgewählten Wohnsitz des Opfers. Auf Spanisch werden sie piedras de la memoria (Erinnerungssteine) genannt.
Die ersten Verlegungen in Spanien erfolgten am 9. April 2015 in Navàs. In der Provinz Cádiz fanden die ersten Verlegungen am 23. Juli 2023 in Jerez de la Frontera statt.

## Verlegte Stolpersteine

### Jerez de la Frontera
In Jerez de la Frontera wurden bisher fünf Stolpersteine an fünf Stellen verlegt, alle im Barrio de San Miguel gelegen.
| Stolperstein | Übersetzung | Verlegeort                                | Name, Leben |
| ------------ | --- | ----------------------------------------- | --- |
|              | HIER LEBTE MANUEL CARRASCO CORTIJO GEBOREN 1915 EXIL 1939 FRANKREICH DEPORTIERT 1940 MAUTHAUSEN ERMORDET 27.11.1941 GUSEN      | Calle Cerrofuerte, 2 Jerez de la Frontera | Manuel Carrasco Cortijo wurde am 7. März 1915 in Llanos de Malabrigo geboren. Ein Teil der Familie zog nach Jerez. Im Jahr 1939 flüchtete er nach Frankreich, dort wurde er im Lager Saint-Cyprien interniert, wo furchtbare Bedingungen herrschten. In der Folge kämpfte er in der französischen Armee. Am 30. Juni 1940 wurde er in Saint-Dié-des-Vosges gefangengenommen, über Belfort und das Stalag XI B Fallingbostel wurde er in das KZ Mauthausen deportiert, wo er am 37. Januar 1941 einlangte. Wenige Monate später, am 29. März 1941 wurde er Gusen überstellt. Manuel Carrasco Cortijo wurde dort am 27. November 1941 ermordet. Die offizielle Todesursache lautete Herzmuskelentzündung. Höchstwahrscheinlich wurde er durch eine Benzininjektion in das Herz ermordet. |
|              | HIER LEBTE RAFAEL DOMÍNGUEZ REDONDO GEBOREN 1916 EXIL 1939 FRANKREICH DEPORTIERT 1940 MAUTHAUSEN ERMORDET 15.1.1942 GUSEN      | Calle Zarza, 7 Jerez de la Frontera       | Rafael Domínguez Redondo (1916–1942) |
|              | HIER LEBTE SALVADOR LINARES BARRERA GEBOREN 1917 EXIL 1939 FRANKREICH DEPORTIERT 1940 MAUTHAUSEN ERMORDET 30.11.1941 GUSEN     | Calle Molineros, 5 Jerez de la Frontera   | Salvador Linares Barrera (1917–1941) |
|              | HIER LEBTE DIEGO PÉREZ NÚÑEZ GEBOREN 1919 EXIL 1939 FRANKREICH DEPORTIERT 1940 MAUTHAUSEN ERMORDET 18.12.1941 SCHLOSS HARTHEIM | Calle Lecheras, 2 Jerez de la Frontera    | Diego Pérez Núñez (1919–1941) |
|              | HIER LEBTE ANTONIO DE LA ROSA TOZO GEBOREN 1878 EXIL 1939 FRANKREICH DEPORTIERT 1944 DACHAU ERMORDET 28.12.1944                | Plaza del Arenal Jerez de la Frontera     | Antonio de la Rosa Tozo (1878–1944) |

## Verlegedaten
- 23. Juli 2023: Jerez de la Frontera